# دوري كرة القاعدة الرئيسي 2015
دوري كرة القاعدة الرئيسي 2015 (بالإنجليزية: 2015 Major League Baseball season)‏ هو الموسم 113 من  دوري كرة القاعدة الرئيسي. أقيم خلال الفترة 2015 وحتى 1 نوفمبر 2015، والذي يشرف على تنظيمه دوري كرة القاعدة الرئيسي، وكان عدد الأندية المشاركة فيه  30، وفاز فيه كنساس سيتي رويالس.